# Tép mồi
Tép mồi, tép ma, tép kính hay tép đồng là tên thông dụng để chỉ các loại tôm nước ngọt nhỏ, thông thường với chiều dài từ 1 đến 3 cm (0,39 đến 1,18 in), sống ở đồng ruộng bán trong suốt giá rẻ, ít có giá trị làm cảnh trong hồ cá cảnh nên thường được bán và dùng làm thực phẩm mồi sống cho các loại cá săn mồi lớn (cá rồng, cá La Hán, cá tai tượng,...) hoặc chế biến thành các món ăn đa dạng cho người.

## Các loại
Chúng có thể thuộc các họ và chi:
- Họ Palaemonidae[3]

- Chi Palaemonetes
- Chi Macrobrachium: tôm càng sông (Macrobrachium nipponense), Macrobrachium lamarrei (tép râu Ấn Độ, Indian whisker shrimps), Macrobrachium australiense

- Họ Atyidae

- Tép riu (danh pháp Caridina flavilineata)

## Ưu điểm của việc dùng tép mồi
Chúng hầu như luôn có sẵn để bán tại các cửa hàng vật nuôi địa phương cũng như tại các chuỗi cửa hàng lớn hơn. Tại cửa hàng cá cảnh, chúng thường được nuôi trong một bể nhỏ với những con tép khác cùng loại. Chúng cũng là các loài tép nước ngọt tương đối dễ nuôi.
Chúng thuộc những loài động vật ăn xác thối và là kẻ dọn bể cá tốt vì luôn đi tìm thứ gì đó để ăn. Chúng sẽ tồn tại trong chế độ ăn rất ít thức ăn không ăn được, cây thủy sinh chết, phân hủy hoặc các mảnh vụn hữu cơ mềm ăn được khác tích tụ dưới đáy bể.
Tép ma an toàn với hầu hết các loài cá và sẽ không ăn thực vật thủy sinh đang sống. Chúng trông đẹp khi được giữ trong bể với sỏi hoặc chất nền hồ cá màu đen và cũng tốt để giữ chúng trong bể có nền màu đen.
Chúng giúp tăng cường màu sắc của cá cảnh vì chứa các sắc tố caroten cao, như astaxanthin và canthaxanthin.